# Cigarettatárca

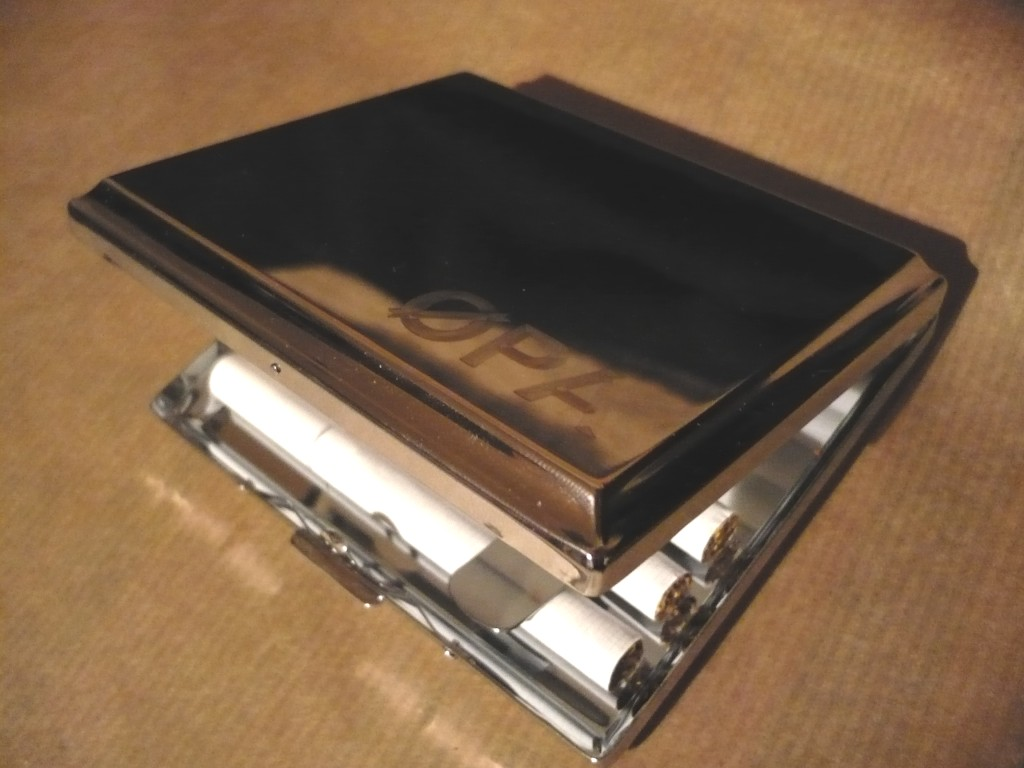
Gravírozott alumínium cigarettatárca

A cigarettatárca egy olyan – többnyire fémből, vagy erős műanyagból készült – eszköz, mely megvédi a cigarettát a külső fizikai hatásoktól, emellett elegáns kiegészítője lehet a dohányzásnak.
A cigarettatárcák az Amerikai Egyesült Államokban az 1920-as, 30-as évek környékén terjedtek el. Akkoriban általában 50 szál tárolására voltak alkalmasak, innen eredt a „flat fifties” megnevezés. A ma kapható cigarettatárcák többnyire a szabvány cigarettásdoboz 20 szálas tartalmát képesek befogadni.
A dohányzási kultúra terjedésével a cigarettatárca eredeti funkciója mellett – például a zsebórákhoz hasonlóan – ruházati kiegészítő szerepet is kapott. A csillogó fémből készült tárcák gravírozott monogrammal, vagy ékszerekkel díszítve elegáns kiegészítők lehetnek napjainkban is. Peter Carl Fabergé orosz ékszerész például arany cigarettatárcákat készített a cári családnak.